# Église Saint-Charles de Marseille
L’église Saint-Charles est située dans le 1er arrondissement de Marseille au no 17 de la rue Breteuil et no 66 de la rue Grignan. Elle est consacrée à Saint-Charles-Borromée.
Elle est désignée sous le nom de Saint-Charles intra muros, l’église Saint-Charles extra muros étant celle du quartier de la Belle de Mai.
Son presbytère est situé rue Breteuil.

## Histoire
L'église Saint-Charles-Borromée est construite de 1827 à 1828 grâce à la générosité des fidèles, des subventions municipales et un emprunt. Elle est consacrée le 4 novembre 1828 sous le vocable de saint Charles Borromée par Mgr de Mazenod, premier évêque du nouveau diocèse de Marseille rétabli à la Restauration. Son édification (tout comme celle de l'église voisine de Saint-Joseph) était nécessaire pour desservir la rive sud du Vieux-Port, insuffisamment pourvue de lieux de culte notamment depuis les destructions de l'ancienne église Saint-Ferréol (érigée sur l'actuelle place Félix-Barret à partir de 1716 et détruite en 1794) et de celle du couvent des Picpus (située à l'emplacement de l'annexe du Palais de justice) durant la Révolution.
Située à quelques mètres du Palais de Justice, l'église Saint-Charles accueille traditionnellement la messe de rentrée du Tribunal de commerce et héberge la statue de Saint Yves, patron de toutes les professions juridiques.
C’est à l'église Saint-Charles que le jeune Marcel Pagnol, pourtant né à Aubagne, reçut le baptême en avril 1898, en cachette de son père Joseph, farouche « hussard noir ».
C’est également sur le territoire de la paroisse que mourut en 1853 le Bienheureux Frédéric Ozanam, fondateur à Paris de la société Saint-Vincent-de-Paul.
Jusqu'au milieu du XXe siècle, l'église était le siège local de la dévotion à Notre-Dame des Malades, implantée en 1858 par le curé Guiol : chaque samedi, une messe était célébrée à l’autel de la Vierge et des prières étaient dites à l’intention des malades recommandés. 
Paroisse florissante durant un siècle et demi puis quasi-désertée dans les années 1990, l'église est affectée depuis 2007, par décision de l'archevêque de Marseille, à la célébration du rite romain dans sa forme extraordinaire (messe dite de Saint Pie V). Elle est desservie depuis 2009 par les Missionnaires de la Miséricorde divine.

## Description
L'église construite par les entrepreneurs Mouren (qui est également considéré comme l'architecte) et Guieu est une curieuse réminiscence du classicisme français à une époque où il était révolu. 
Elle adopte un plan parfaitement équilibré en forme de croix grecque prolongé par un sanctuaire peu profond, avec une coupole centrale sans tambour éclairée par un petit oculus.
D’un classicisme très sobre, la partie basse de la façade comporte quatre colonnes engagées de style ionique. Elle est séparée de la partie supérieure par un puissant entablement portant l’inscription dédicatoire : « A Dieu très bon et très grand sous l’invocation de Saint Charles Borromée, évêque et confesseur. 1828 ».
La partie supérieure de la façade est une copie presque conforme de celle de l’église des Chartreux, édifiée en 1680. Elle comporte quatre pilastres d’ordre corinthien entourant une fenêtre cintrée, le tout coiffé d’un fronton triangulaire surmonté d’une croix, et encadré de deux ailerons étroits.
Invisible depuis la rue, un minuscule clocher donne sur une cour privée située à l’arrière de l’église. Il est doté de trois petites cloches, toujours sonnées manuellement (sans doute les seules à Marseille de nos jours).
La nef centrale distribue les espaces. À droite en remontant l'église : le baptistère, l'autel de saint Joseph, la porte de la sacristie et à sa gauche l'autel de saint Charles-Borromée. À gauche en descendant l'église : autel du Sacré-Cœur et autel de Notre-Dame des Malades.
Une corniche court autour de la nef, au-dessus des chapiteaux des colonnes aux chapiteaux composites. Aux quatre angles de l’église se trouvent quatre coupoles aplaties, tandis que les bras de la croix formée par le bâtiment sont couverts de voûtes en plein cintre. 
Au-dessus du chœur, l’abside à cinq pans est couverte d’une demi-coupole, percée en son sommet d’un petit oculus.
Les revêtements muraux et le pavement  ordonnancé à partir d'un médaillon central représentant les armoiries de Saint Charles Borromée rappellent la Renaissance italienne.

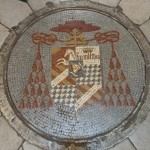
Blason de Saint-Charles-Borromée

Les murs et plafonds sont intégralement peints de fresques à décors géométriques ou floraux, sauf les écoinçons de la coupole principale qui portent les armoiries de plusieurs papes et évêques du XIXe siècle : dans le sens horaire, en commençant au-dessus de la chaire, Léon XIII (pape de 1878 à 1903), Saint Charles-Borromée, Monseigneur Louis Robert (évêque de Marseille de 1878 à 1900), Saint Eugène de Mazenod (évêque de Marseille de 1837 à 1861).
Des réparations ont été nécessaires dès 1843, des lézardes étant apparues dans les voûtes à cause de l’instabilité du sol inhérente au quartier. Les voûtes et coupoles de l'église ont été partiellement (chœur et chapelles latérales) restaurées en 2020. La seconde phase (coupole, nef et tribune) aura lieu parallèlement à la restauration du Grand-Orgue à partir de 2023.

## Mobilier

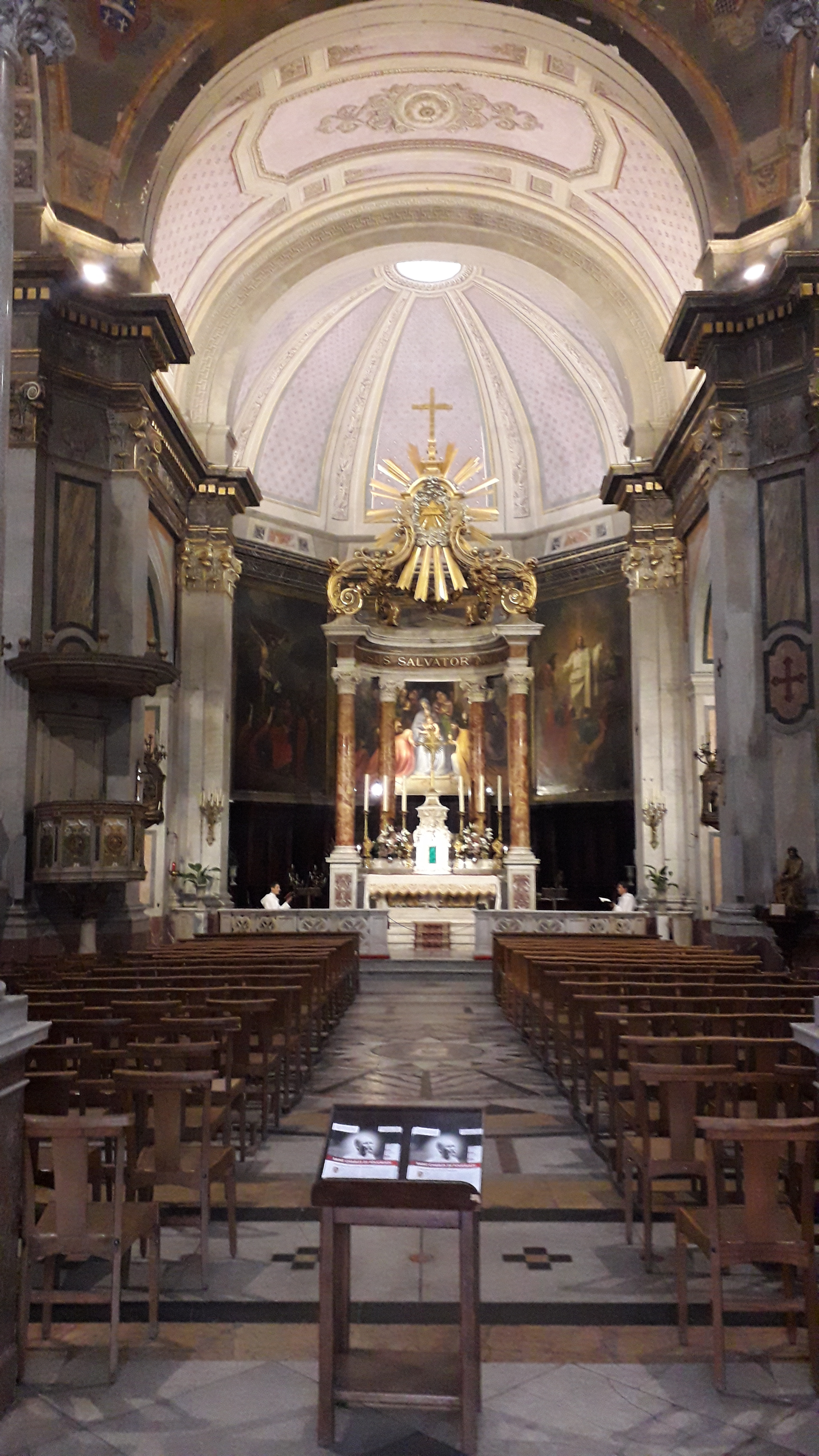
Eglise Saint Charles Marseille - Vue depuis l'entrée (après restauration).

Il est intégralement d'origine et donc d'une grande homogénéité stylistique. Il participe ainsi, avec le décor des revêtements, à l'harmonie des lieux.
Le décor de marbre de l'intérieur de la nef a été réalisé de 1850 à 1868 par le marbrier et sculpteur Marseillais Jules Cantini, tout comme en 1891 le monumental maître-autel de style baroque. Ce dernier est inspiré de celui de la chapelle des Bernardines réalisé en 1756 par Dominique Fossaty et que l’on peut admirer aujourd’hui à l’église Saint-Cannat-les-Prêcheurs. 
Dans le chœur, le tabernacle en marbre est orné d’incrustation de jaune de Sienne et porte aux angles deux têtes d’anges. Quatre colonnes de marbre rouge portent une frise portant l'inscription "JESUS SALVATOR MUNDI", également de marbre, surmontée d’un spectaculaire couronnement de bois doré et peint. Un crucifix en bronze doré y scellé surmonte le tabernacle.
De part et d’autre du chœur et de l'orgue éponyme placé derrière le maître-autel, deux rangées de stalles réalisées dans un bois sombre, adossées à de grands panneaux de boiseries, sobrement sculptés d’éléments architecturaux.
Deux autels latéraux dédiés à saint Joseph et à Notre-Dame ont été placés de part et d'autre de la nef, dans les bas-côtés de l'église ou plus précisément à l'extrémité des bras de la croix grecque. Deux autres autels latéraux situés de part et d'autre du chœur sont dédiés à saint Charles-Borromée (surmonté de l'inscription en lettres dorées "IL DIVO CAROLO") et au Sacré-Cœur. 
Ornée d'un chemin de croix polychrome, l'église comporte également quatre confessionnaux en bois placés de part et d'autre des autels de la Vierge et de saint Joseph.

### Les toiles
Les cinq toiles ornant le chœur depuis 1837, classées monuments historiques au titre « objet », sont des œuvres de deux peintres marseillais :
- Jean-Joseph Dassy, au centre : L’Adoration des Mages, 1837[4] ;
- Augustin Aubert : Le Christ en Croix, la Résurrection, l'Ascension, la Transfiguration, 1840[5].

L'église contient deux autres tableaux : un « Baptême du Christ » au-dessus des fonts baptismaux et un « Christ aux outrages » à droite de l’autel de saint Charles, au-dessus du monument de sainte Thérèse de Lisieux.

### Les statues
Les statues de la Vierge à l'Enfant (dite Notre-Dame des Malades), de saint Joseph, de saint Charles-Borromée et du Sacré-Cœur surmontant les quatre autels latéraux sont en carton-pierre estampé et doré et attribuées à l'atelier d'Honoré Coder (1784-1845).
Placées dans la nef près de pilier, les statues de saint Yves et de saint Antoine de Padoue sont en marbre : elles ont été sculptées par Louis Castex (1868-1954).
Ces six statues sont classées monuments historiques au titre « objet ».

Près de la statue de saint Antoine se trouve un Christ aux outrages, statue rappelant la scène de la Passion durant laquelle, après L'avoir couvert d'un manteau pourpre et couronné d'épines, les soldats romains Lui crachèrent dessus et se moquèrent de Lui.

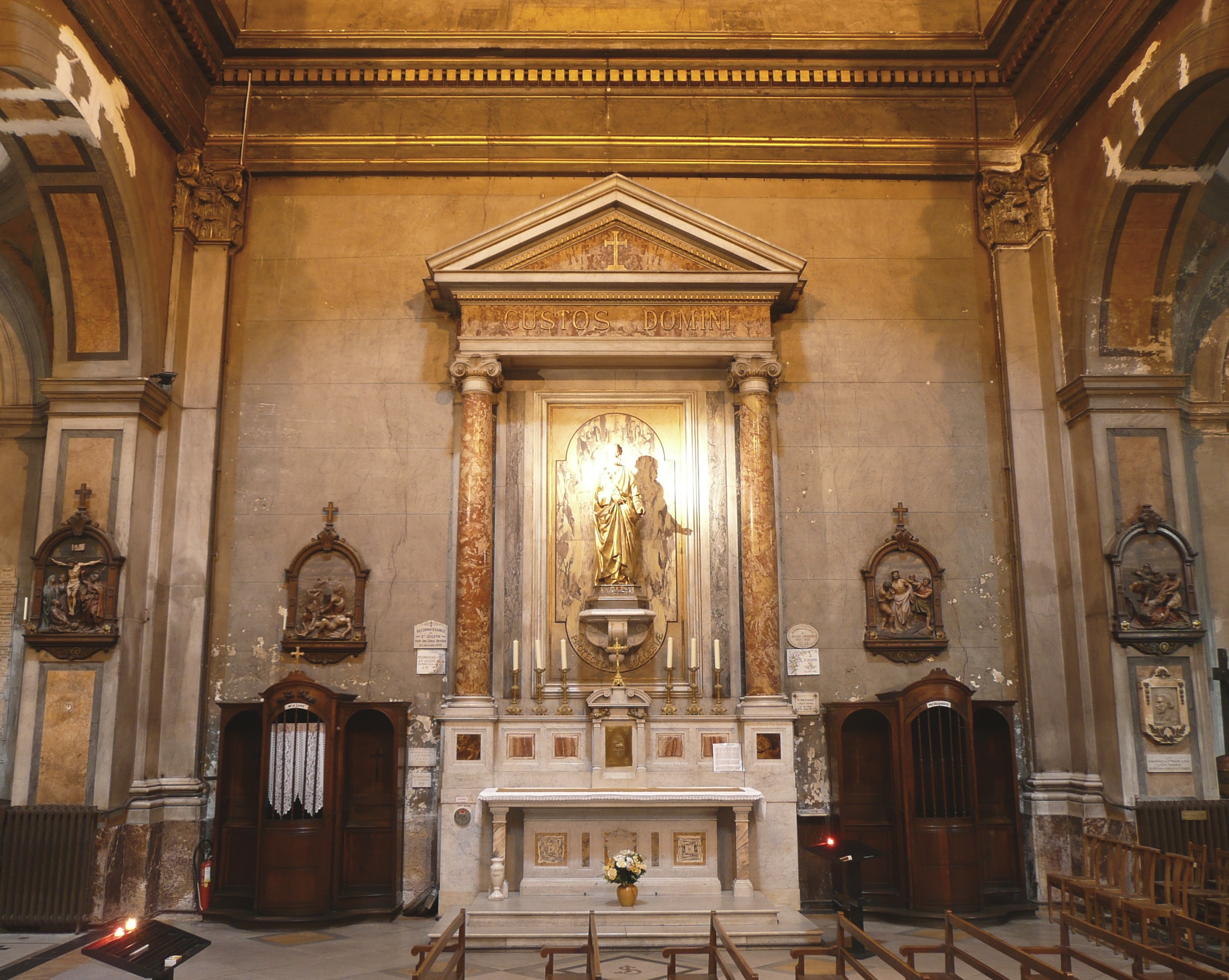
Chapelle Saint-Joseph.
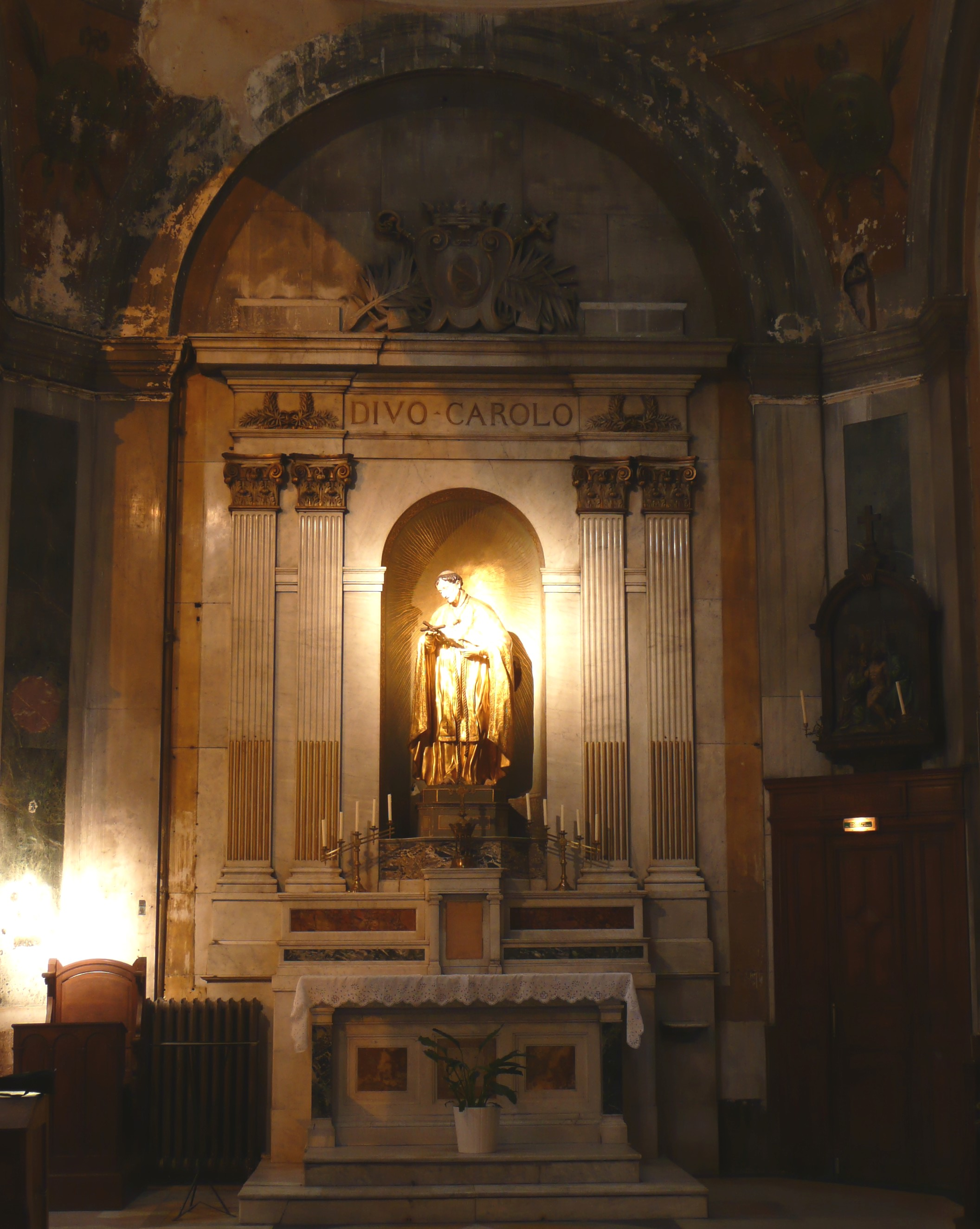
Chapelle Saint-Charles-Borromée.
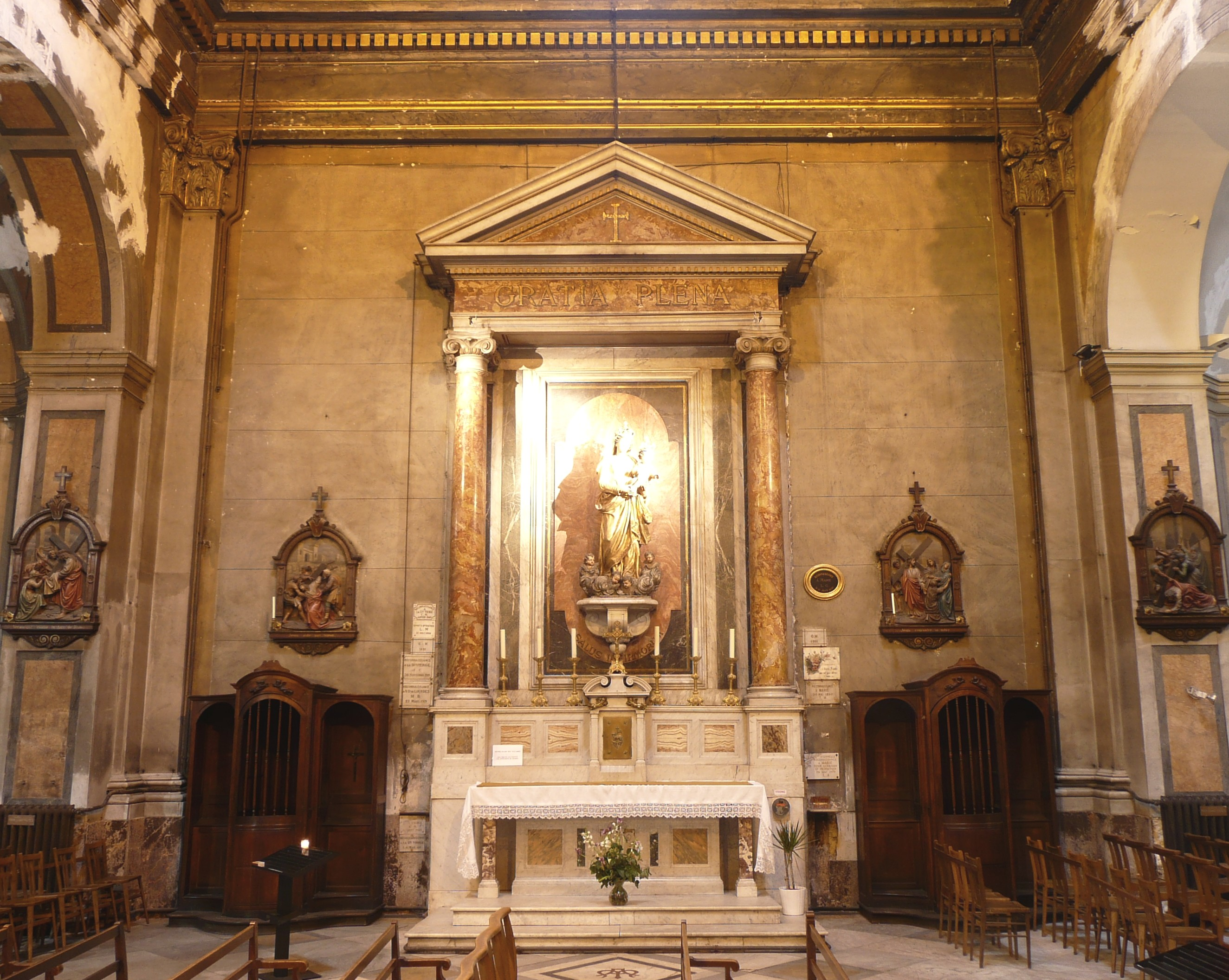
Chapelle Notre-Dame-des-Malades.
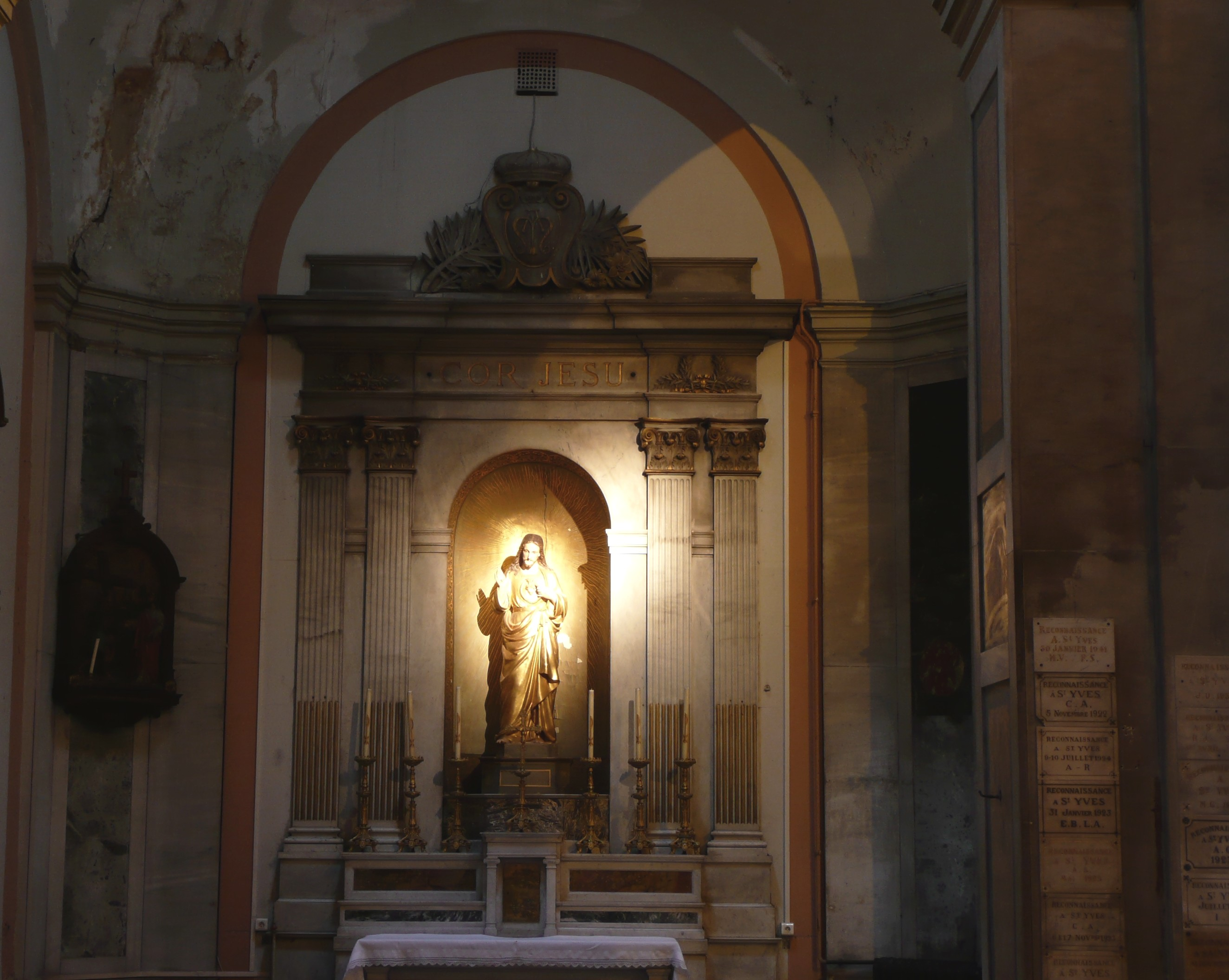
Chapelle du Sacré-Cœur.

### La chaire à prêcher
Réalisée d'après un modèle de l'architecte d'origine toulonnaise Gaudensi Allar, collaborateur de l'architecte marseillais Henri-Jacques Espérandieu, et d'esprit romano-byzantin, elle est en bois avec une cuve à cinq pans décorés de panneaux émaillés représentant le Christ au centre encadré des symboles des quatre évangélistes entourés de colombes et de guirlandes de fleurs et de fruits. Elle est classée au titre objet par les Monuments Historiques.

## Le Grand-Orgue de tribune
L'orgue de tribune actuel est construit en 1859 par Aristide Cavaillé-Coll dans un buffet neuf de style Louis XV, les commanditaires (l'organiste surtout) ayant refusé le remploi d'un buffet du XVIIe siècle provenant de l'orgue de Jean de Joyeuse pour la cathédrale Saint-Michel de Carcassonne et aujourd'hui abritant l'instrument d'Aristide Cavaillé-Coll de Poligny. Cet orgue vient remplacer un premier instrument dont Aristide Cavaillé-Coll déplore dans ses correspondances la très mauvaise qualité.   
Il s'agit du premier des trois instruments installés à Marseille par la célèbre maison Cavaillé-Coll (les deux autres étant ceux de l'église Saint-Joseph), contemporain de celui inauguré également en 1859 par César Franck et Louis James Alfred Lefébure-Wély à la basilique Sainte-Clotilde à Paris.  
L'instrument harmonisé par Vincent Cavaillé-Coll, frère d'Aristide, comprend 24 jeux sur 2 claviers et pédalier avec machine Barker. Le concert d'inauguration est assuré par Louis James Alfred Lefébure-Wély le 18 avril 1859. 
Le Grand-Orgue de l'église Saint-Charles est est classé  monument historique au titre objet pour sa partie instrumentale le 26 octobre 1982. 
Il est restauré successivement par l'organier marseillais François Mader en 1883 (relevage), le Parisien Charles Mutin en 1900 et l'entreprise Michel-Merklin-&-Kuhn à deux reprises en 1913 (installation d'un ventilateur électrique) puis en 1933. Cette dernière restauration apporte plusieurs modifications de modernisation : modification de la palette sonore (deux jeux sont remplacés et un troisième transformé, cf. tableau ci-dessous), remplacement de la console, agrandissement des deux claviers de 54 à 56 notes (transmission non-mécanique pour ces notes supplémentaires) et du pédalier de 27 à 30 notes. À l'occasion de l'une de ces deux interventions, la pédale d'expression du Récit devient actionnable par un dispositif à bascule en lieu et place du dispositif à cuillère vraisemblablement d'origine. Les interventions suivantes ont porté sur la machine Barker (restaurée par René Renevier en 1971), la soufflerie (Sals et Henry, 2005) et le moteur (remplacé par deux ventilateurs neufs en 2010 par François Delangue).
Ce superbe instrument connait de nombreux dysfonctionnements depuis de très nombreuses années et le principe de sa restauration complète dans son état d'origine (composition et console) avait d'ailleurs été accepté par les autorités compétentes dès décembre 2002. Un nouveau vote municipal de septembre 2022 couronne enfin les démarches entreprises : l'appel d'offres est lancé en février 2023. C'est l'entreprise de Michel Jurine, grand spécialiste des instruments Cavaillé-Coll et Merklin ainsi que des machines Barker, qui a remporté le marché. L'orgue est démonté depuis la fin septembre 2023 : son remontage est prévu pour le premier trimestre 2026. 

Le projet consiste en la restauration de l'instrument dans son état lors de son inauguration en 1859 (remise en service de la soufflerie mécanique, fonctionnement du Bourdon 16' et reconstitution de la Quinte d'origine au Grand-Orgue, modification du Cromorne pour retrouver la Voix Humaine initiale et remplacement du Cornet par l'Octavin originel reconstitué au Récit) en conservant les notes supplémentaires ajoutées en 1933 aux claviers et au pédalier.
Parmi les organistes  : Théodore Turner (titulaire de 1859 à 1867), François de Mol, Henri Messerer (titulaire de 1873 à 1923), André Chicane (de 1923 à 1930), Robert Lopez et Véra Gastine (au moins à partir de 1933), Raul Rochelandet (à partir des années 1940), Joseph Vidal (titulaire des années 1950 jusqu'en 1987), Stéphane Eliot (de 1986 à 1991), Blandine Piccinini et Jean-Marie Bonnifay (titulaires au cours années 1990 et 2000), Jean-Pierre Desmero (depuis 2008) ou encore Marie Pasquier (depuis les années 2010).

Raphaël Boccamaïello est l'actuel titulaire depuis janvier 2022. Il est également chargé de la coopération avec les autorités publiques pour la restauration du Grand-Orgue.

Grand-Orgue de tribune
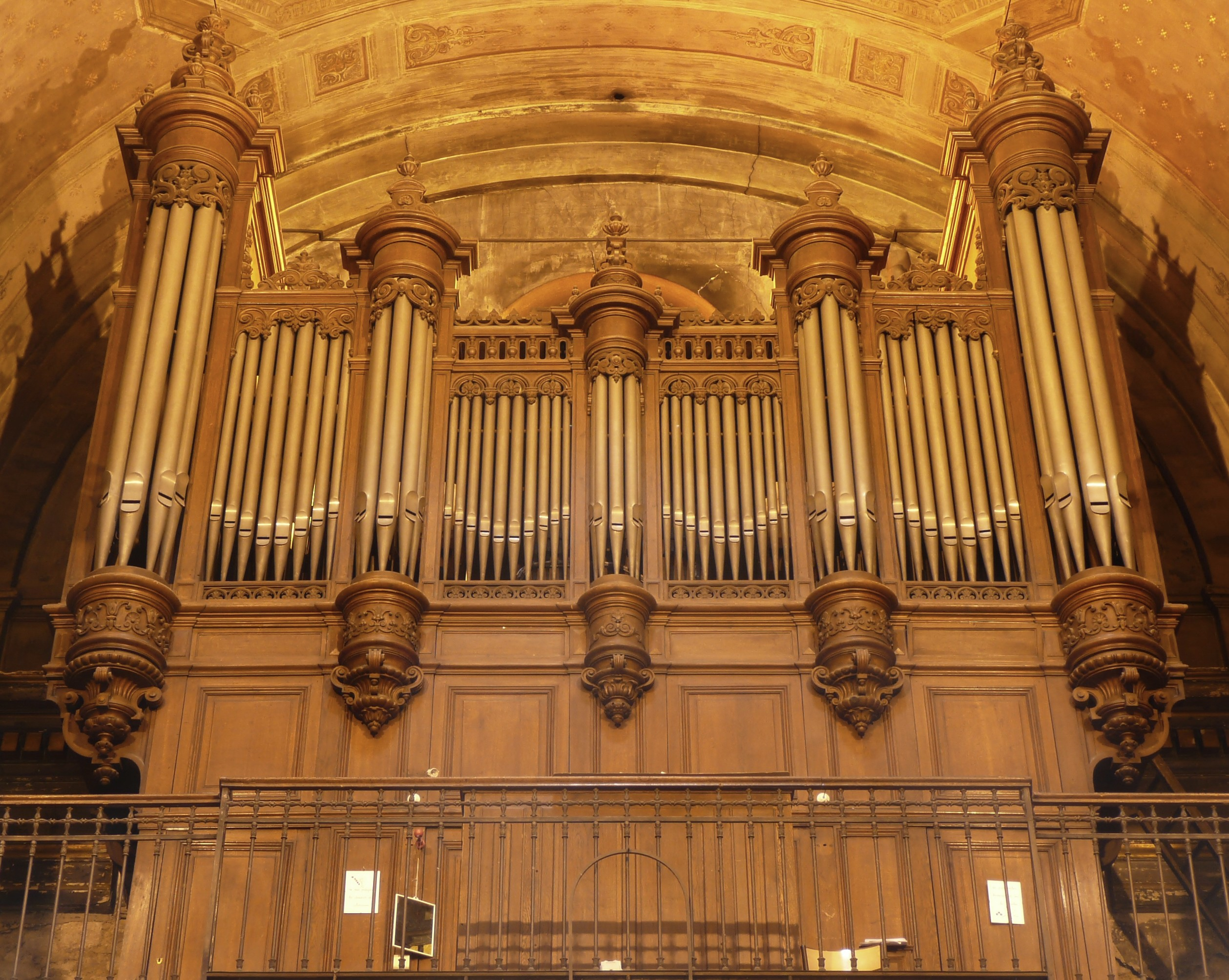
Grand Orgue dans son état actuel (2022) - Vue de la nef.
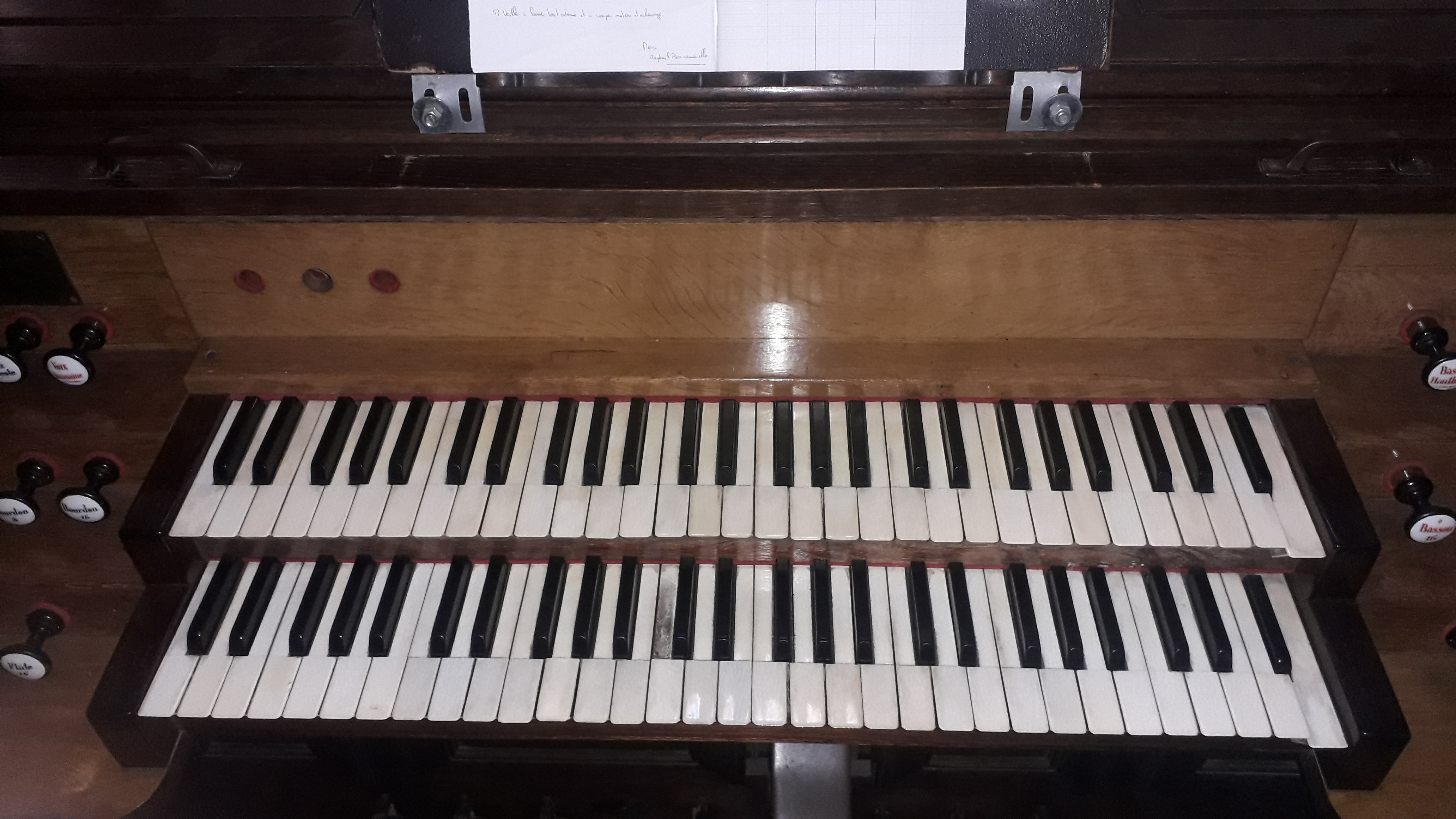
Console et claviers Michel-Merklin&Kuhn de 1933 du Grand Orgue dans leur état actuel (2022).
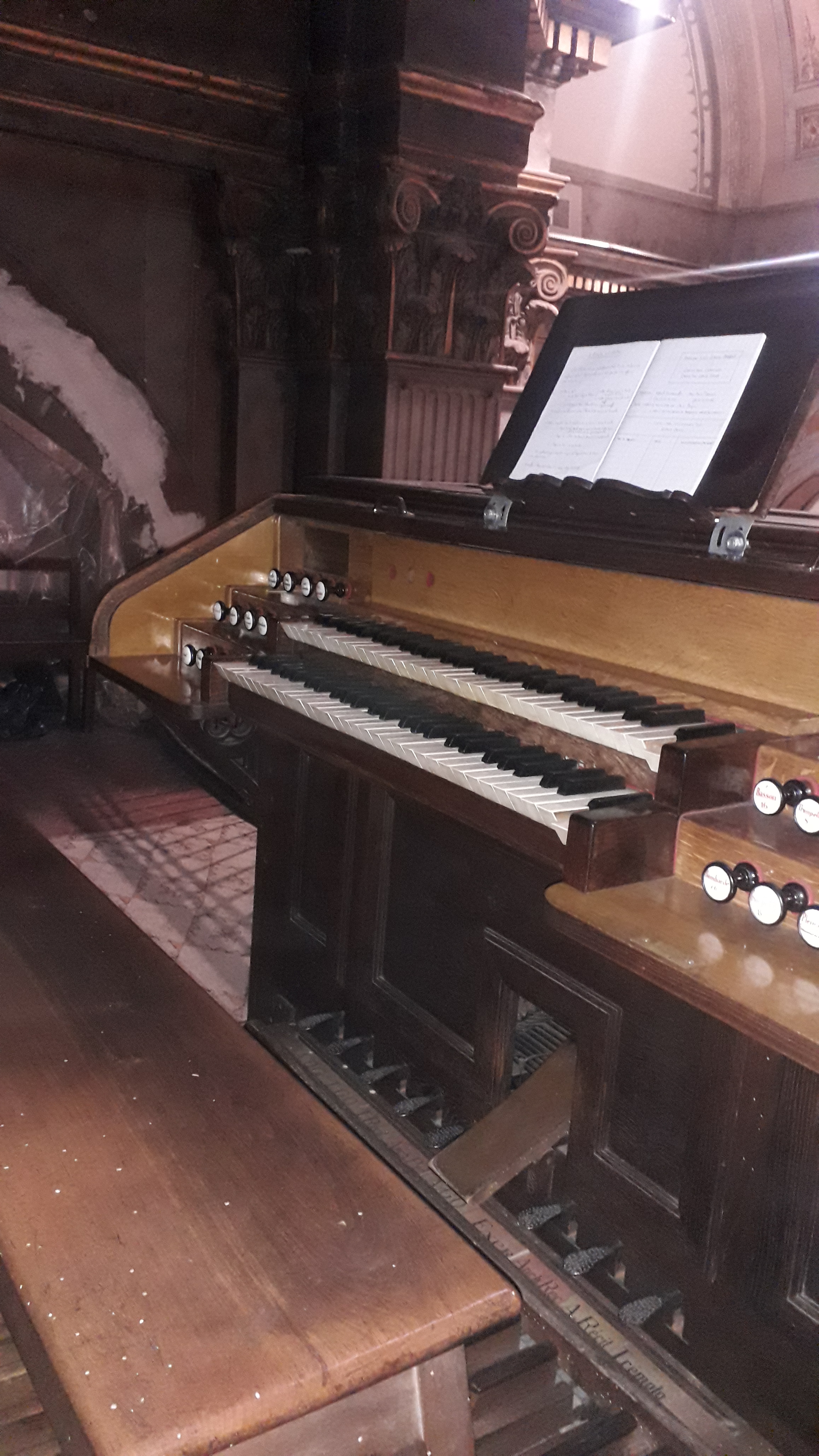
Console Michel-Merklin&Kuhn de 1933 du Grand Orgue dans son état actuel (2022) - Vue de côté.
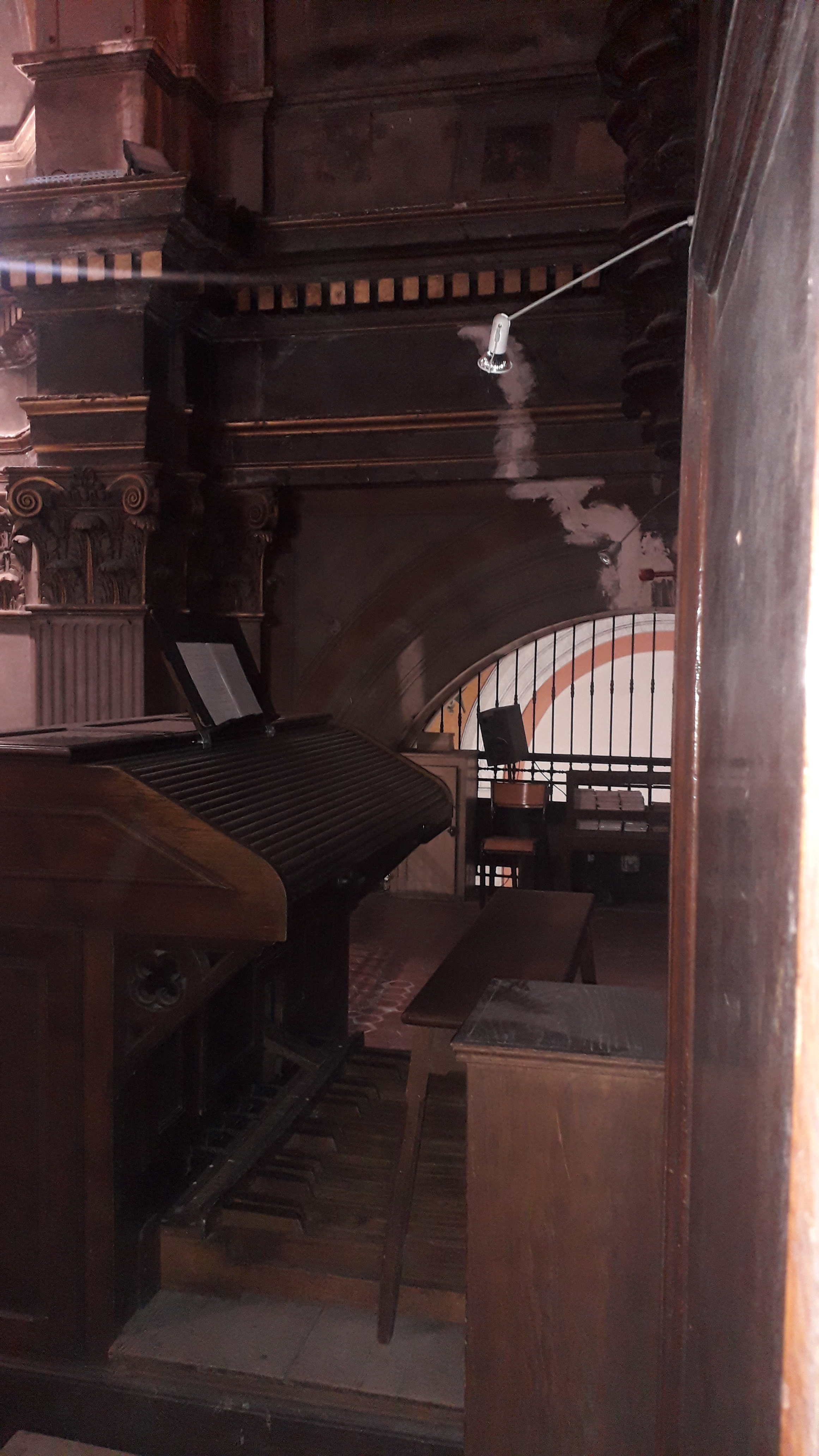
Console Michel-Merklin&Kuhn de 1933 du Grand Orgue dans son état actuel (2022) - Autre vue de côté.
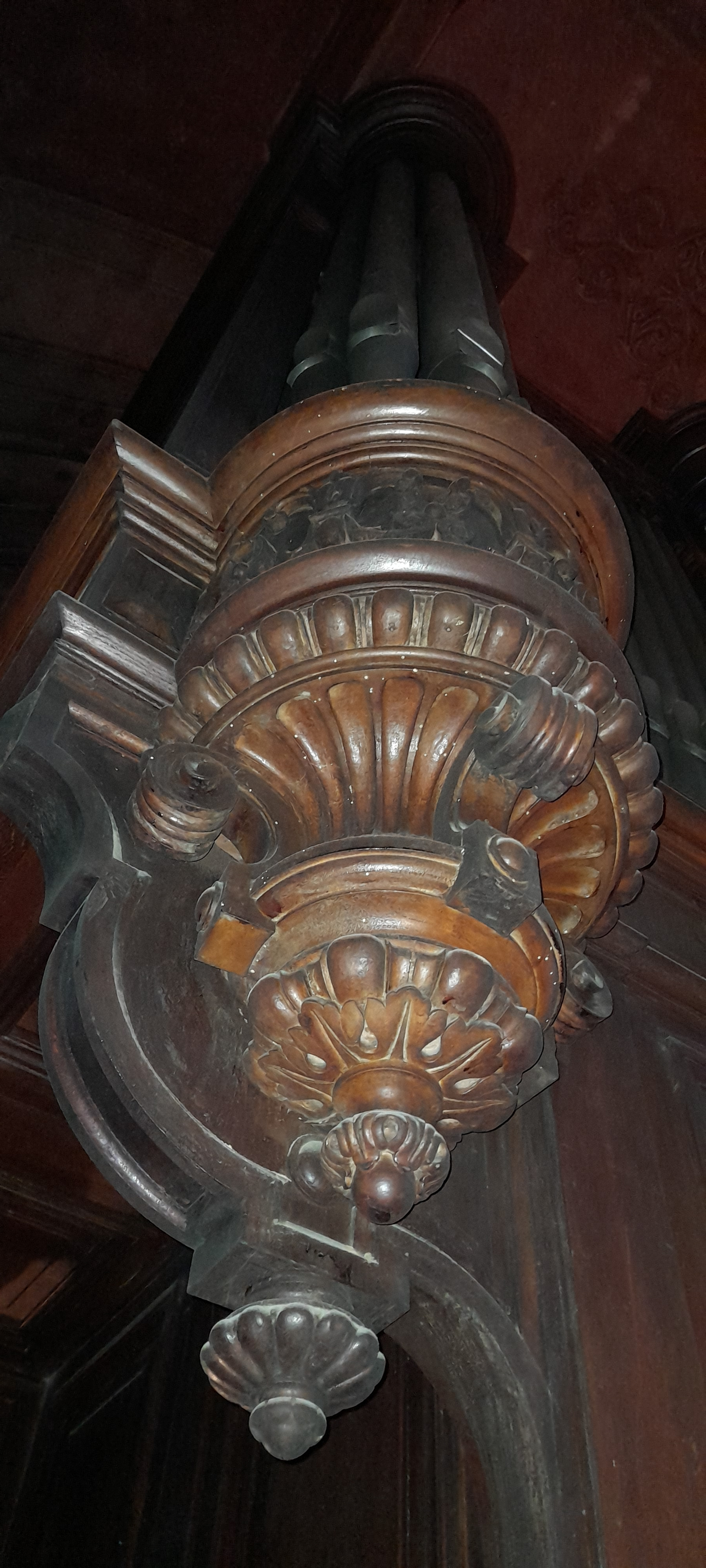
Détail du buffet Grand-Orgue de l'église Saint-Charles.
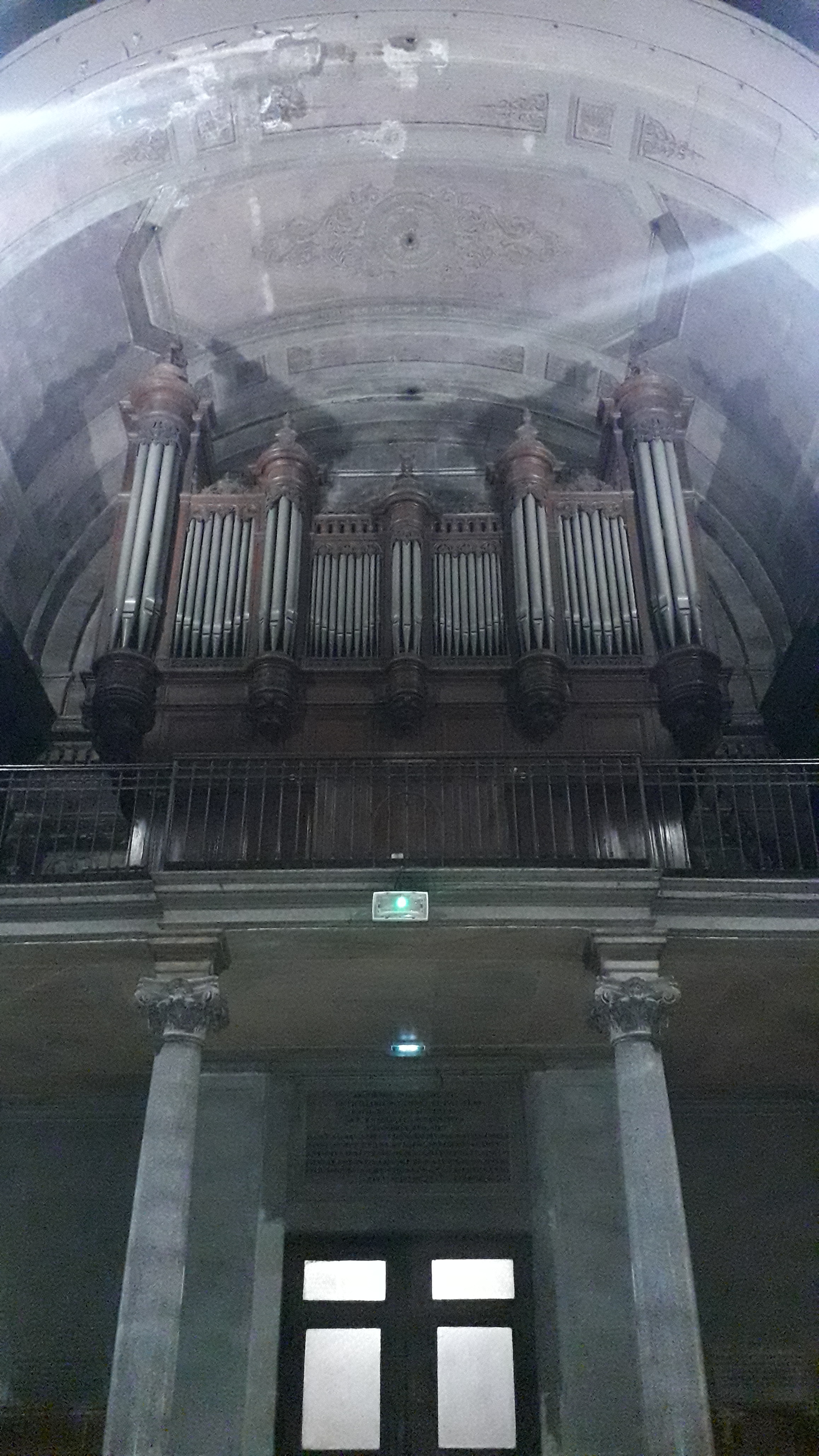
Grand-Orgue de tribune vu depuis la nef dans son état actuel (2022).

## L'Orgue de chœur
L'orgue de chœur de huit jeux fourni en 1883 par François Mader est placé derrière le maître-autel, au centre du demi-cercle formé par les stalles. Il possède deux claviers et un pédalier en tirasse. Il est toujours dans son état d'origine et parfaitement fonctionnel depuis sa restauration en 2016 par Frédéric Thibault (Manufacture Thibault à Roquevaire).

Orgue de chœur
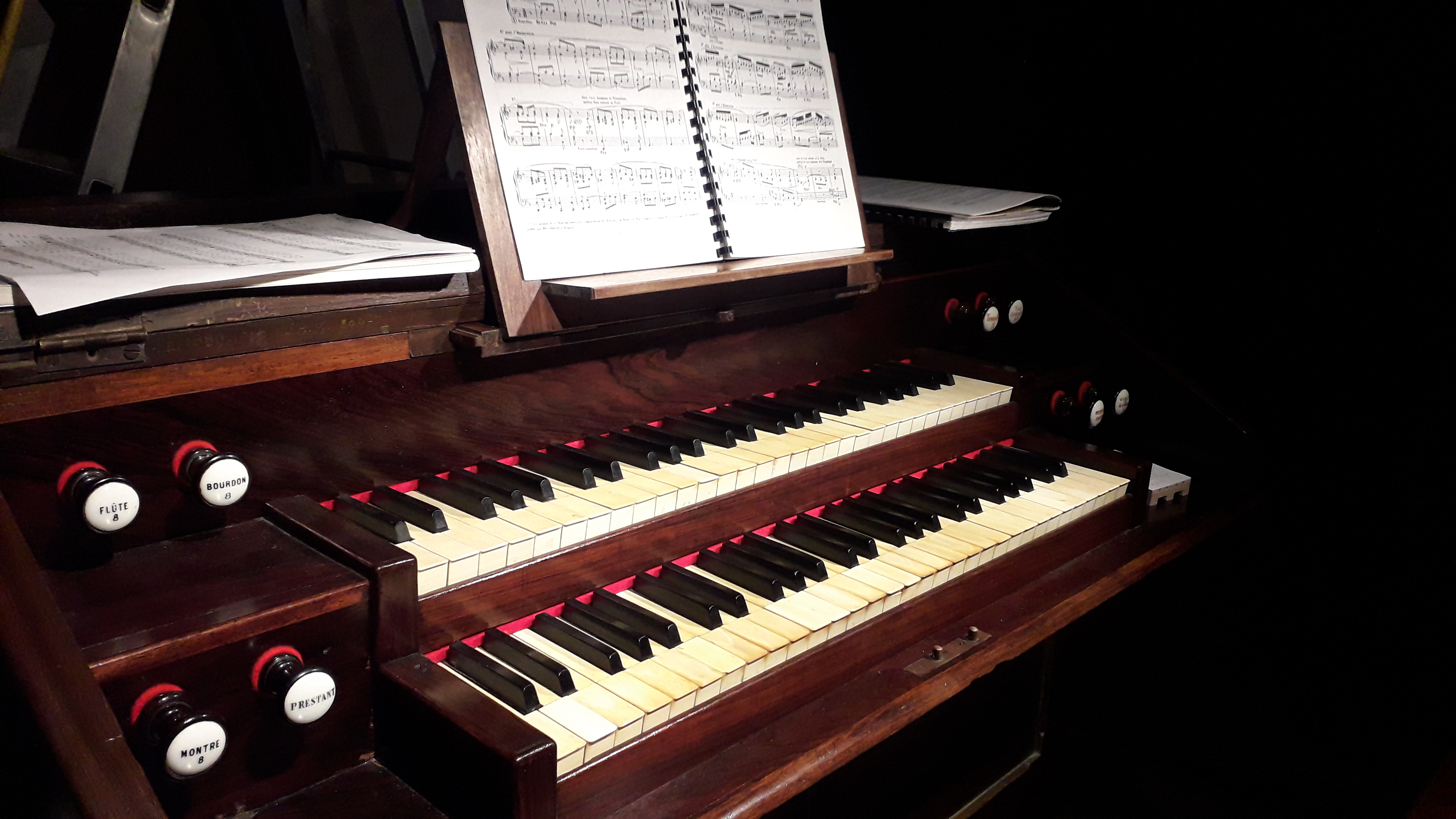
Console de l'orgue de chœur Mader - Claviers.
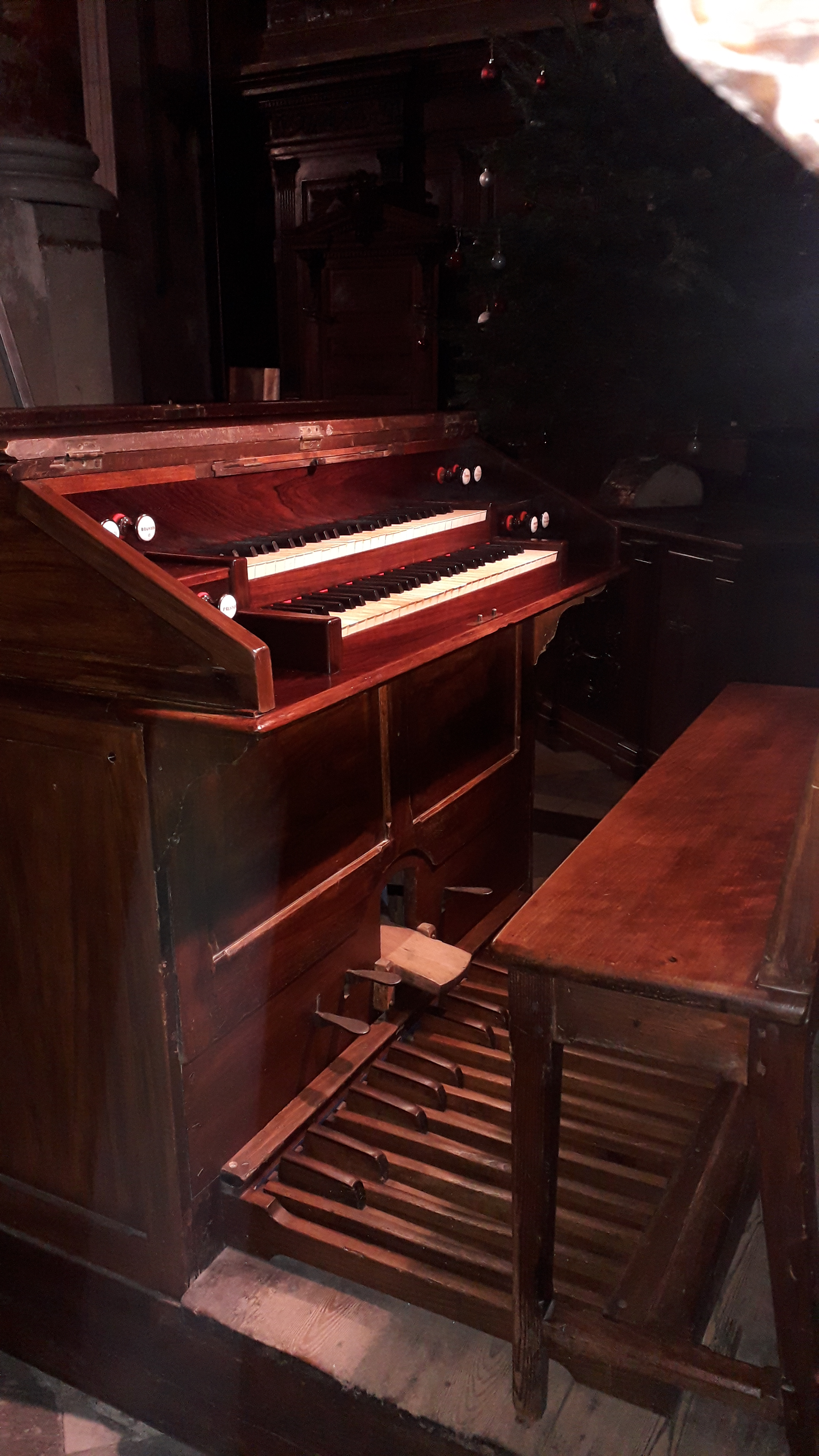
Console de l'orgue de chœur Mader.
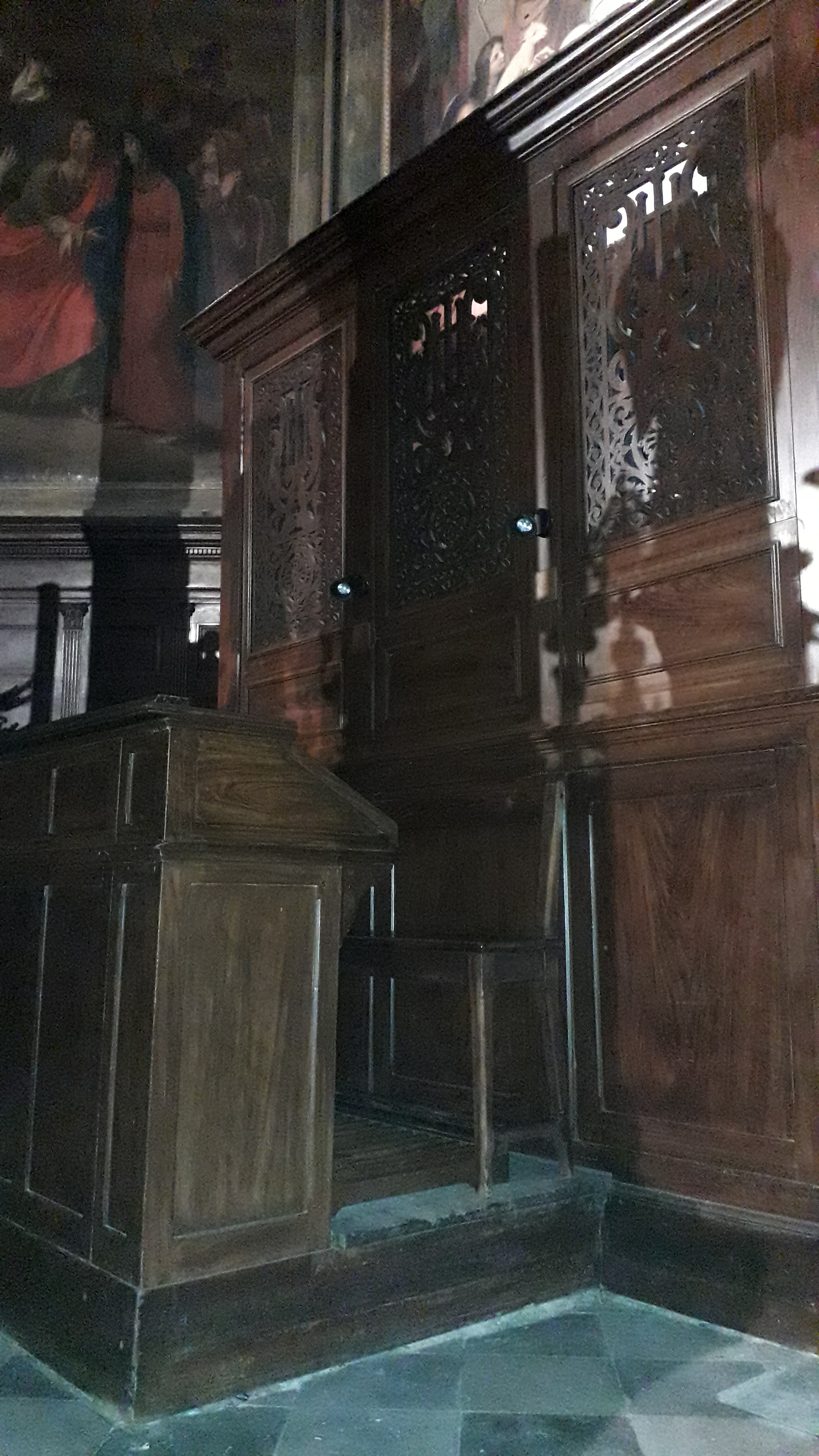
Buffet de l'orgue de chœur Mader.

Les titulaires en sont les mêmes que ceux du Grand-Orgue.
Parallèlement à son travail sur le Grand-Orgue de tribune, Aristide Cavaillé-Coll a fourni en 1857 un devis pour un orgue de chœur de six jeux (un clavier manuel et pédalier en tirasse) qui n'a sans doute jamais été ni commandé ni réalisé.

## Galerie photographique

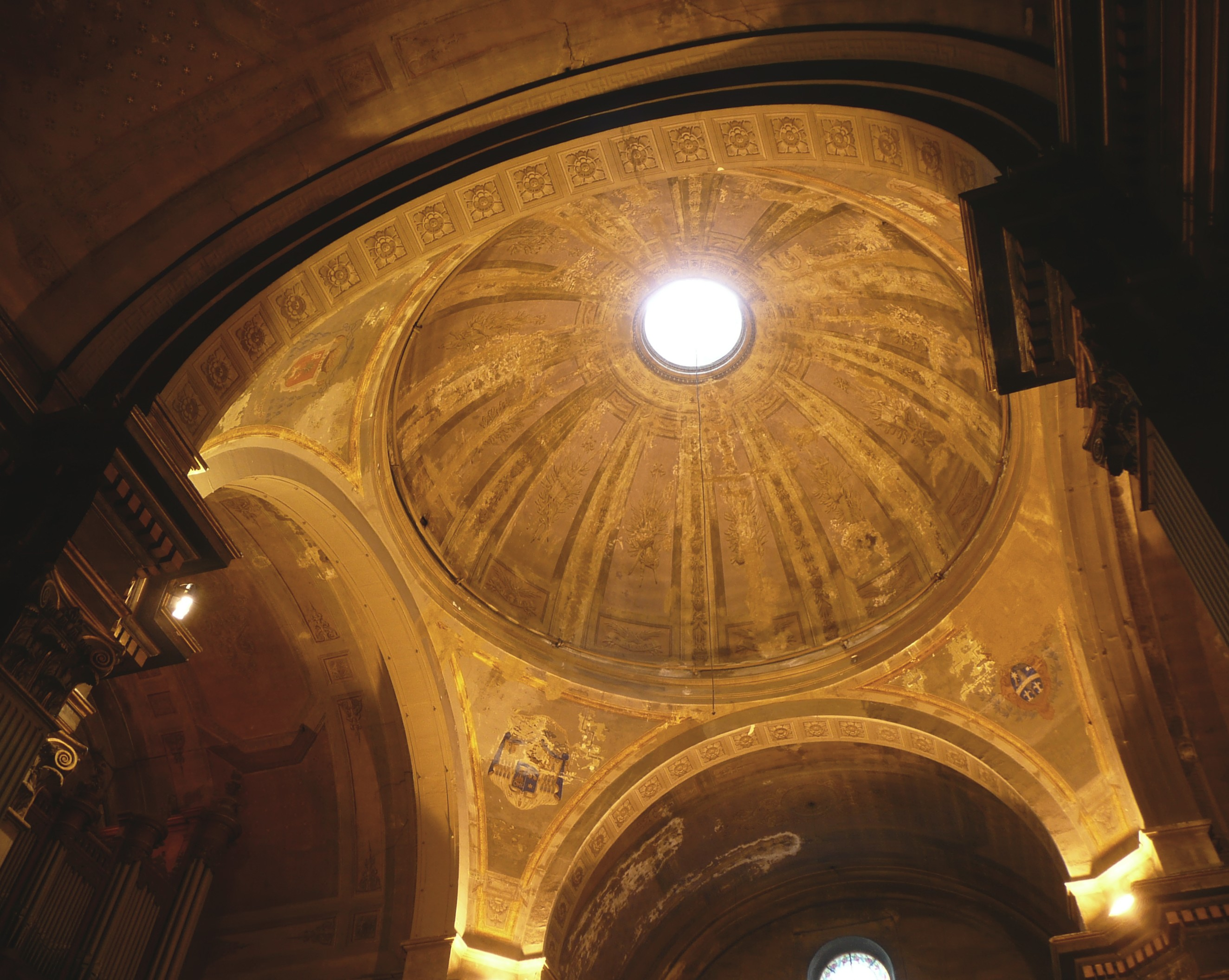
La coupole centrale.
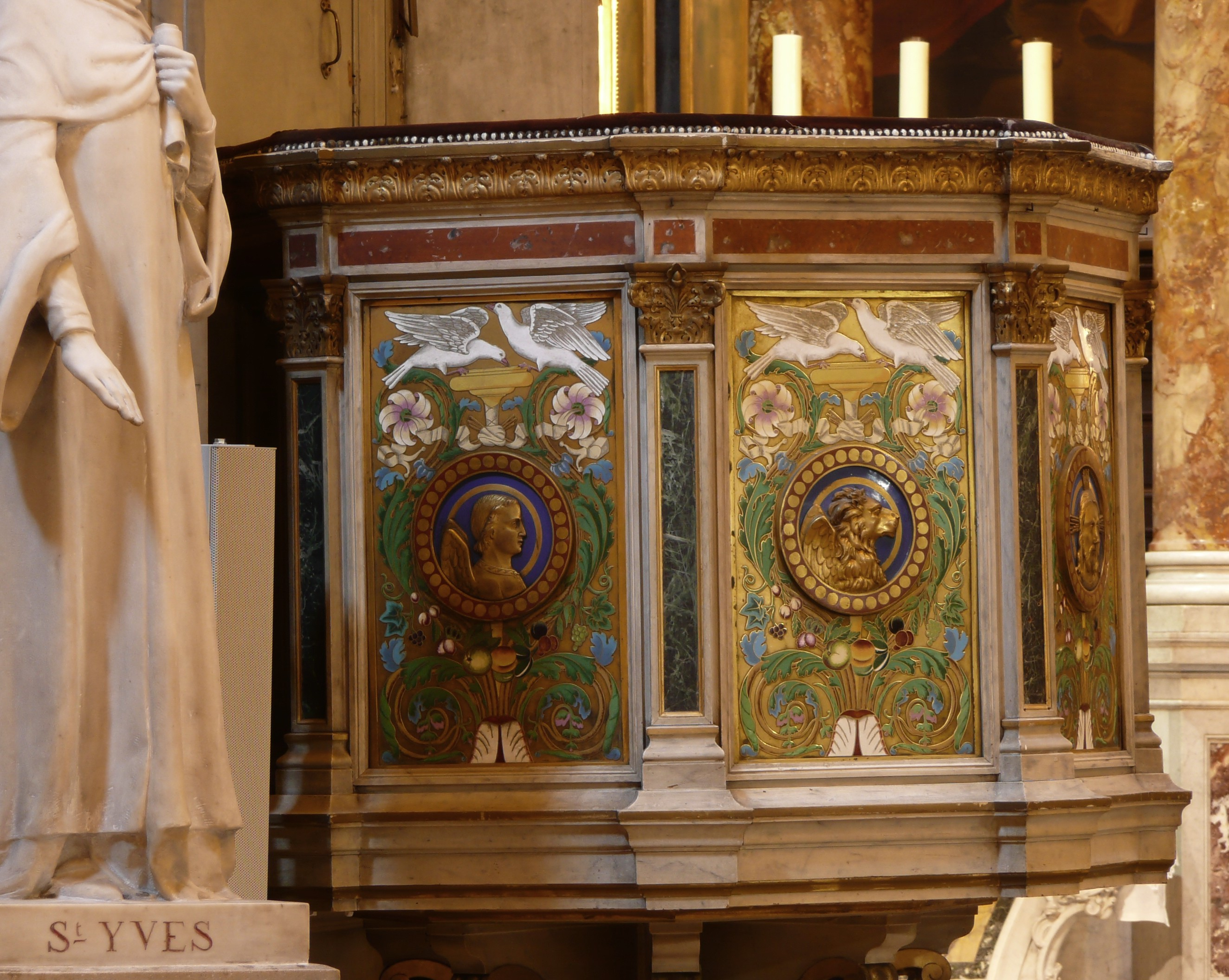
La chaire par Gaudensi Allar.
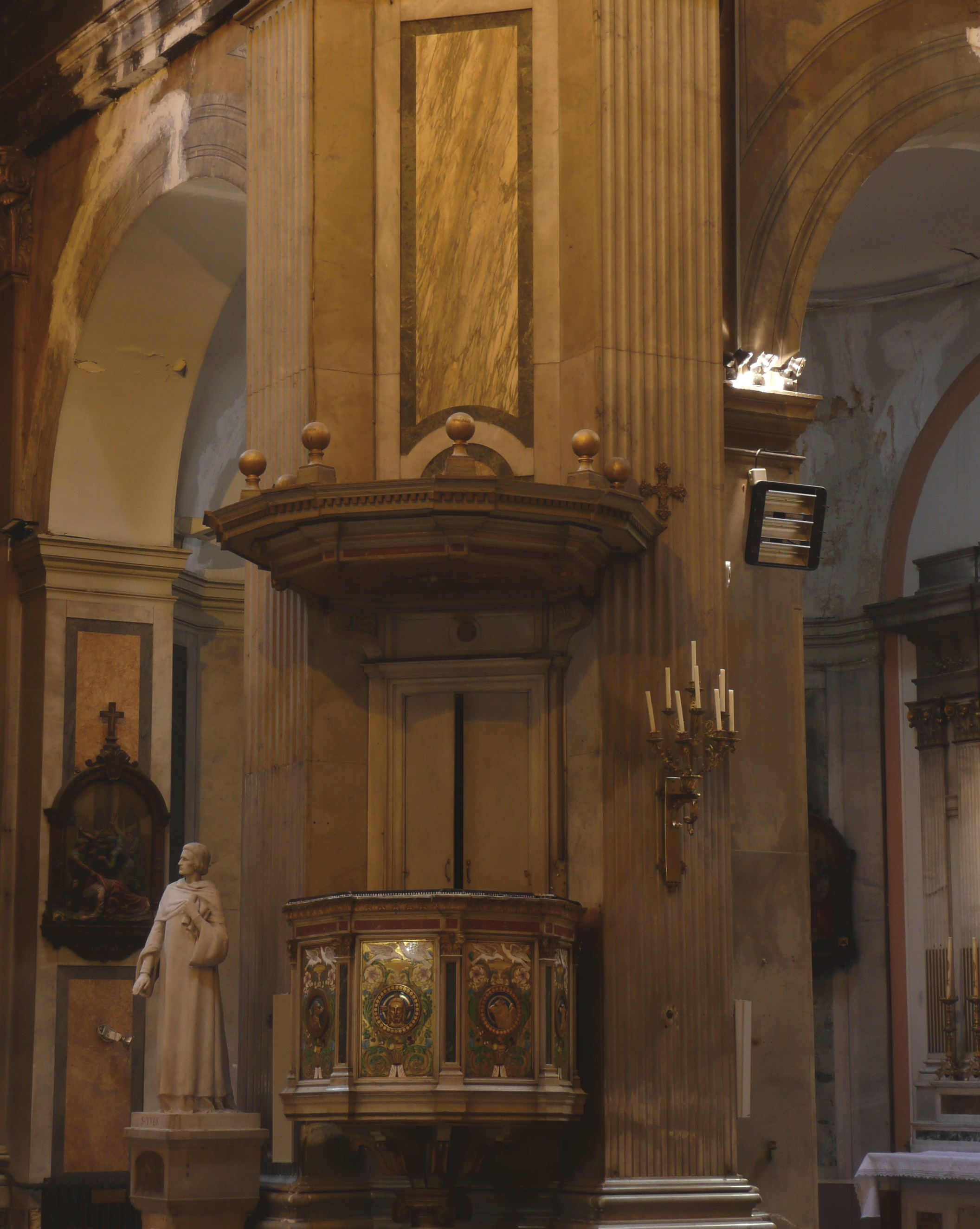
Statue de saint Yves et chaire.
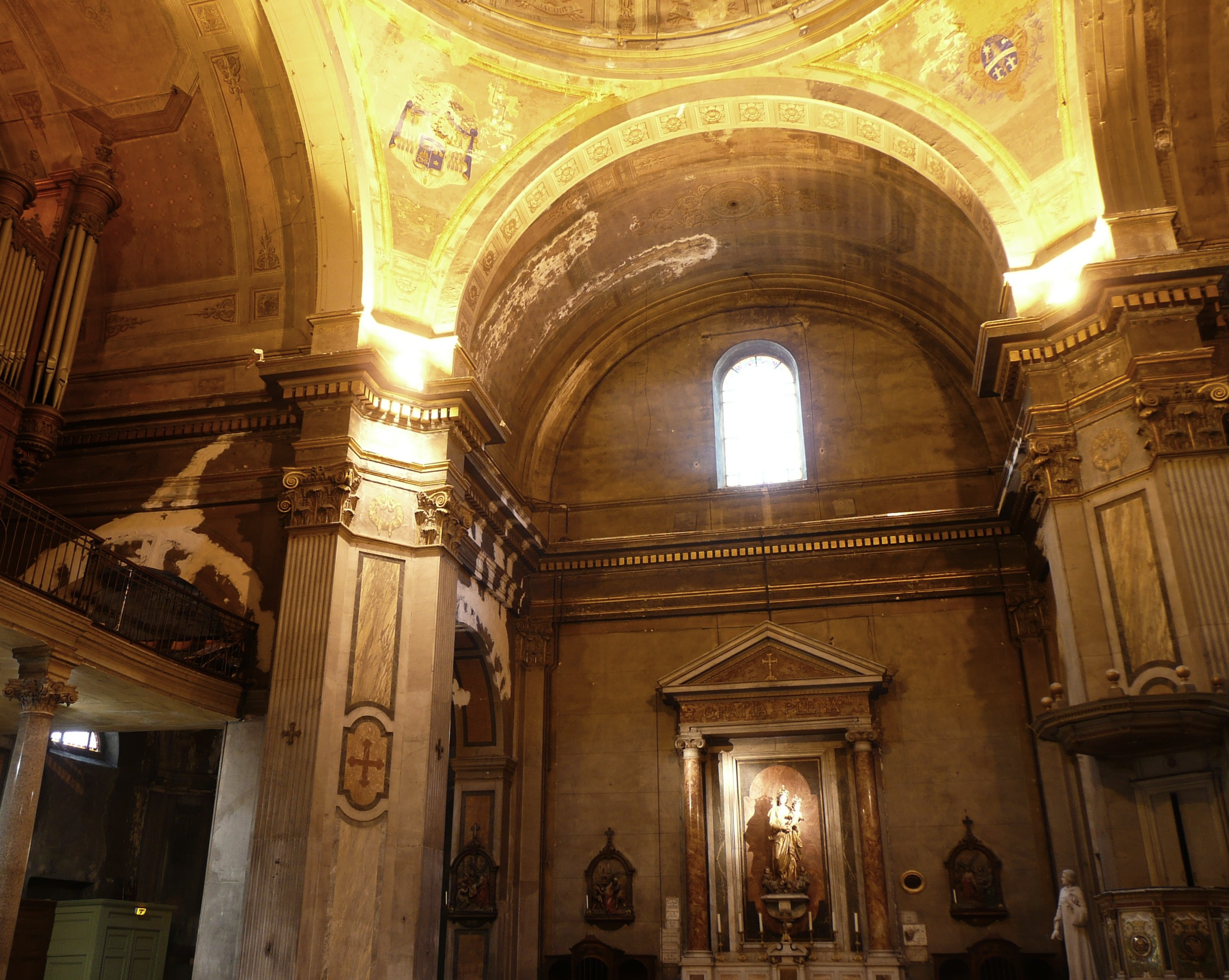
Autel latéral de la Vierge (avant restauration de la voûte).
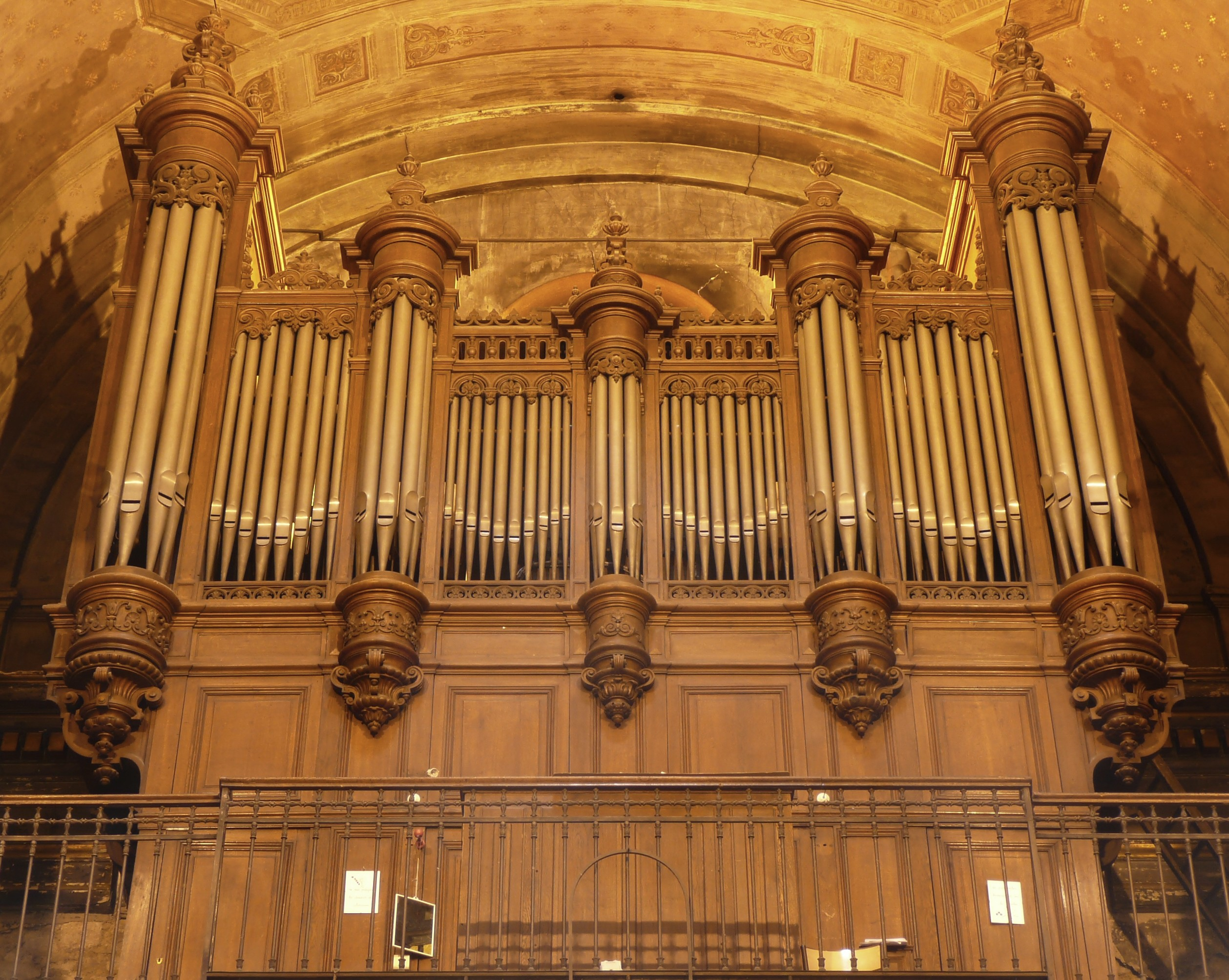
L'orgue de tribune Aristide Cavaillé-Coll.
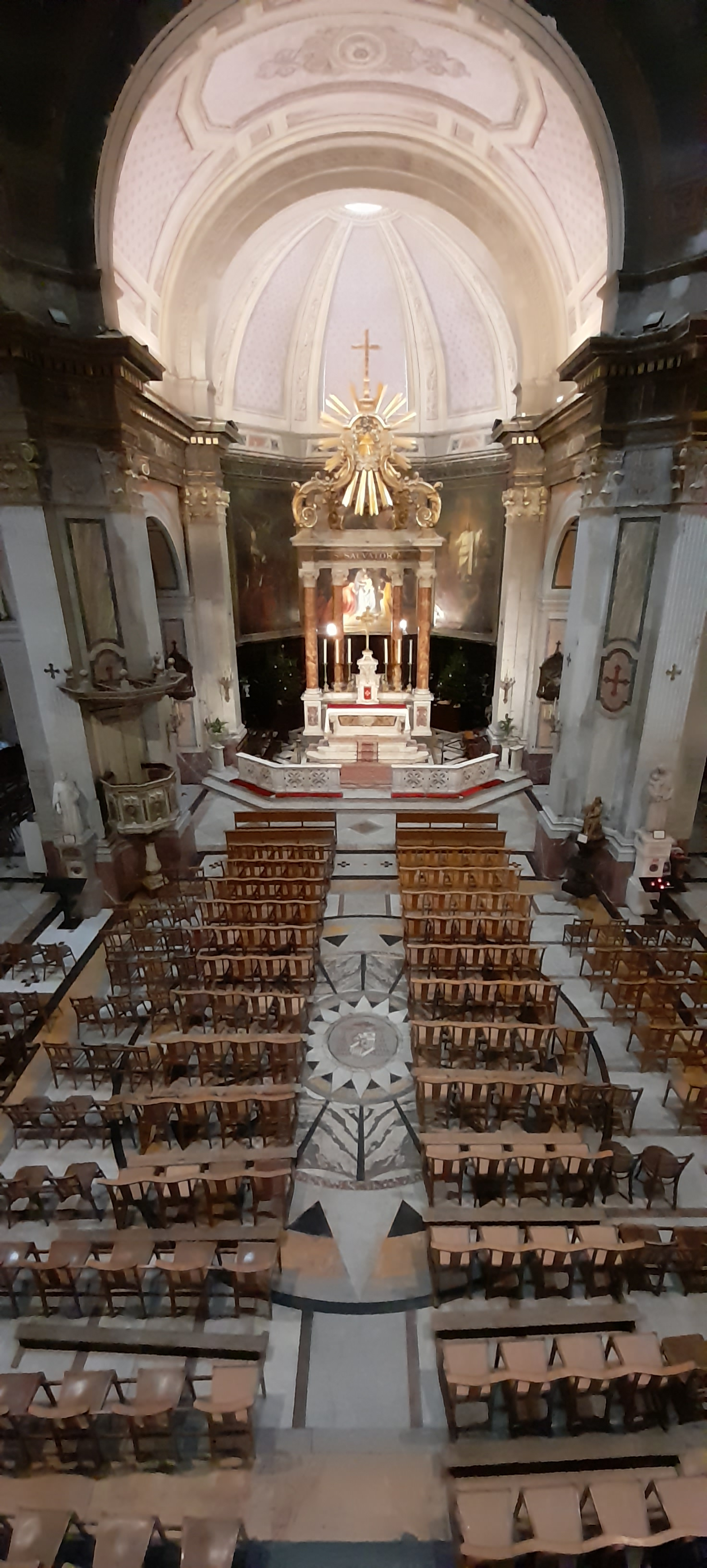
Nef et chœur de l'église vus de la tribune du Grand-Orgue.